# Clifton, York
Clifton är en stadsdel i York i kommunen City of York, i grevskapet North Yorkshire, i England. Ward hade 9 417 invånare år 2021. Clifton var en civil parish från 1866 till 1894 då den blev en del av Clifton Within och Clifton Without. Civil parish hade 7 770 invånare år 1891. Byn nämndes i Domedagsboken (Domesday Book) år 1086, och kallades då Cliftun/Cliftune.